# Gustave Toudouze
Pour les articles homonymes, voir Toudouze.
Gustave Toudouze, né le 19 mai 1847 à Paris et mort le 2 juillet 1904 dans la même ville, est un romancier, auteur dramatique et journaliste français. Il est le père de l'écrivain Georges-Gustave Toudouze.

## Biographie
Né le 19 mai 1847 dans l'ancien 11e arrondissement de Paris, Gustave Toudouze est le fils aîné de l'architecte et graveur Gabriel Toudouze, auteur d'une série d'eaux-fortes et d'une belle œuvre dessinée, conservée à la Bibliothèque nationale. Sa mère, Adèle-Anaïs Colin, artiste peintre, est la fille d'Alexandre Colin, élève de Girodet-Trioson et descendant de Simon Challe, le statuaire du XVIIIe siècle. Il est ainsi le frère d'Édouard Toudouze, également artiste peintre.
Après des études au collège Sainte-Barbe de 1855 à 1869, il devint un familier des dimanches de Gustave Flaubert, qui encouragea ses débuts, puis du « grenier » d'Edmond de Goncourt, il fut lié avec Émile Zola, Alphonse Daudet, Alexandre Dumas fils et surtout Guy de Maupassant qui lui dédiera la nouvelle En voyage en 1883.
Pendant la Belle Époque, l'été, Gustave Toudouze fréquente la colonie artistique de Camaret-sur-Mer en Bretagne.
Gustave Toudouze meurt le 2 juillet 1904 dans le 17e arrondissement de Paris. Il est inhumé avec son fils au cimetière de L'Haÿ-les-Roses.

## Œuvre
- 1873 : Octave, scènes de la vie parisienne au XIXe siècle, Édition H. Ladrech, Paris, 228 p.
- 1875 : La Sirène. Souvenir de Capri, Paris, E. Dentu, 95 p. (lire en ligne)
- 1877 : Le Cécube de l'An 79, Paris
- 1877 : Le Coffret de Salomé : nouvelle vénitienne, Paris, E. Dentu, 183 p. (lire en ligne)
- 1878 : La Coupe d'Hercule : papyrus pompéien, Paris, E. Dentu, 168 p. (lire en ligne)
- 1880 : Madame Lambelle, Paris, E. Dentu, 372 p. (lire en ligne)  (couronné par l'Académie française)
- 1883 : La Séductrice : roman parisien, Paris, Victor-Havard, 339 p. (lire en ligne)
- 1883 :  Albert Wolff : histoire d'un chroniqueur parisien, Paris, Victor-Havard, 368 p. (lire en ligne)
- 1884 : Le Père Froisset, V. Havard, Paris
- 1885 :  Toinon : mœurs parisiennes : 4e édition, Paris, Victor-Havard, 418 p. (lire en ligne)
- 1887 : Le Pompon vert (ill. Pierre Georges Jeanniot), Paris, Boivin et Cie, 243 p. (lire en ligne)
- 1888 : Un Voyage de noces, Paris, Librairie des bibliophiles, 16 p. (lire en ligne)
- 1888 : En robe de soie, Paris, Librairie Nouvelles, 36 p. (lire en ligne)
- 1889 : La fleur bleue, Paris, Victor-Havard, 1889, 366 p. (lire en ligne)
- 1888 : Un Voyage de noces, Paris, Librairie des bibliophiles, 36 p. (lire en ligne)
- 1890 : Péri en mer !, V. Havard, Paris, 327 p., rééd. 1947 avec des illustrations de Henri Neuzeret . (roman couronné par le Prix Montyon de l'Académie française)[3] (Édition du Centenaire de l' auteur 1847-1947).
- 1891 : L'Île aux mystères, Paris, Lecène, Oudin et Cie, coll. « Nouvelle bibliothèque illustrée de vulgarisation », 318 p. (lire en ligne)
- 1891 : Livre de bord, Paris, Victor-Havard, 1891, 310 p. (lire en ligne)
- 1892 : L'Idylle, Ma douce, Victor-Havard, Paris
- 1892 : Le Vertige de l'inconnu, Victor-Havard, Paris
- 1893 : Tendresse de mère, Victor-Havard, Paris
- 1893 : Le Reboutou, Victor-Havard, Paris, 378 p.
- 1894 : La Superstition et la Foi. Un apôtre, Victor-Havard, Paris
- 1895 : L'Orgueil du Nom, Victor-Havard, Paris
- 1895 : Enfant perdu (1814), Paris, Hachette, rééd. 1905, 342 p. (lire en ligne)
- 1896 : La Vengeance des Peaux de Bique (1793) (ill. Julien Le Blant), Paris, Hachette, 313 p. (lire en ligne)
- 1898 : Le bateau des sorcières (ill. Vulliemin), Tours, Mame et fils, 323 p. (lire en ligne)
- 1898 : Le démon des sables (1798) (ill. Alfred Paris), Paris, Hachette, 312 p. (lire en ligne)
- 1900 : Le Mystère de la chauve-souris (ill. A. Paris), Paris, Hachette, 315 p. (lire en ligne)
- 1902 : Le Miroir tragique, Paris : P. Ollendorff, 369 p.
- 1904 : La gondole fantôme (1797) (ill. Vogel), Paris, Hachette, 312 p. (lire en ligne)
- 1904 : Le Roy soleil (ill. Maurice Leloir), Paris, Boivin & Cie, 1931 (réimpr. 1908, 1917, 1931) (1re éd. 1904), 92 p., 37,2 × 30,3 cm Relié pleine percaline bleue, premier plat estampé d'un décor polychrome représentant le Roy soleil, titre estampé doré en long au dos (lire en ligne)
- 1906 : Reine en sabots (1813), Paris, Hachette (réimpr. 1906), 322 p. (lire en ligne)
- 1909 : La Sorcière du Vésuve (1808) En collaboration avec Georges-Gustave Toudouze, collection « Nouvelle collection pour la jeunesse », illustré de 52 gravures par Éd. Zier, Éd. Hachette, Paris, 275 p., roman pour la jeunesse
- 1925 : Les chiennes des ténèbres, Paris, Albin Michel (réimpr. 1925), 102 p. (lire en ligne)
- 1927 : Le Reboutou, Paris, Hachette, coll. « Bibliothèque bleue » (réimpr. 1927), 256 p. (lire en ligne)

## Hommages
- Place Gustave-Toudouze dans le 9e arrondissement de Paris, depuis 1954
- Quai Gustave Toudouze, Camaret-sur-Mer
- Rue Gustave Toudouze, Brest
- Rue Gustave Toudouze, Combrit-Sainte Marine 29120
- Rue Gustave Toudouze, Rennes

## Distinctions
- Chevalier de la Légion d'honneur (1900)[1].

## Prix littéraires
- Prix Vitet de l’Académie française en 1878.
- Prix Lambert de l’Académie française en 1881 pour Madame Lamballe.
- Prix Montyon de l’Académie française en 1890 pour Péri en mer !.